# Aharon Reuveni

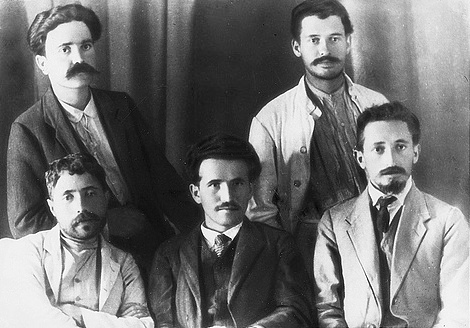
Redaktionsversammlung der Zeitung HaAchdut, 1910. Von rechts nach links: Jizchak Ben Zwi, David Ben-Gurion, Josef Chaim Brenner (vordere Reihe), Aharon Reuveni mit Jaʿakow Zerubawel im Hintergrund stehend.

Aharon Reuveni (ursprünglicher Nachname Shimshelevitz; hebräisch אהרן ראובני; geboren 2. August 1886 in Poltawa; gestorben 12. Dezember 1971 in Jerusalem) war ein israelischer Schriftsteller.

## Leben und Werk
Aharon Reuveni wurde 1886 in der zentralukrainischen Stadt Poltawa geboren, die damals zum Russischen Kaiserreich gehörte. Er war der Sohn von Zvi Ben Reuven Shimshelevitz (später verkürzt zu Shimshi), der in Russland aktiv den Zionismus unterstützte. 1904 wanderte Aharon Reuveni in die Vereinigten Staaten aus, kehrte aber als Reaktion auf die Russische Revolution 1905 im Jahr 1906 nach Russland zurück. Aufgrund des Vorwurfs, Waffen versteckt zu haben, wurde er und seine Familie 1908 nach Sibirien verbannt. Er konnte 1909 fliehen und erreichte auf Umwegen über China, Japan und Ägypten 1910 Eretz Israel, das damals zum Osmanischen Reich gehörte.
Er veröffentlichte Romane, Kurzgeschichten und Gedichte, aber auch Aufsätze über Hebräische Literatur sowie Forschungsarbeiten zu früher jüdischer Geschichte. Als wichtigstes Werk gilt seine Trilogie von Jerusalem-Romanen, die einzeln in den 1920er Jahren veröffentlicht worden waren, und die 1954 unter dem Titel ad Jeruschalajim (Bis Jerusalem) in einem Band erschien. Die meisten Werke erschienen auf Hebräisch (Ivrit), er publizierte aber auch auf Jiddisch. Ein Sammelband seiner jiddischen Geschichten erschien 1991 unter dem Titel Gezamelte Derzeylungen. Außerdem war er als Übersetzer aus dem Englischen und Französischen tätig.
Laut Gershon Shaked achteten die zeitgenössischen Kritiker Reuveni als geradlinigen, nüchternen Dichter, der die Dinge beschrieb, wie sie waren. Damit stand er der europäischen literarischen Strömung des Naturalismus zu Ende des 19. und Anfang des 20. Jahrhunderts nahe. In den frühen 1930er Jahren überging ihn die literarisch-politische Elite mit Schweigen, und 1935 wechselte Reuveni von der Belletristik zur Sachliteratur. In den 1960er Jahren fand sein literarisches Werk neue Beachtung, als Literaturkritiker wie Dan Miron und Gershon Shaked ihn würdigten. Reuveni äußerte sich auch zu politischen Themen; so setzte er sich 1947 im Vorfeld der 1948 erfolgten Israelischen Unabhängigkeitserklärung dafür ein, dass der künftige Staat den Namen „Israel“ tragen sollte. Sein Bruder Jizchak Ben Zwi amtierte als der zweite Präsident Israels.

### Einzelne Werke
Die Jerusalem-Trilogie beschreibt das Leben osteuropäischer Einwanderer in der Stadt Jerusalem, die als bergige kleine Provinzstadt charakterisiert wird. Die  Einwanderer hat es freiwillig oder unfreiwillig dorthin verschlagen, ihre Hoffnungen zerschlagen sich, und viele von ihnen wollen wieder auswandern. Die Handlung der ersten beiden Teile ist eher monoton und tritt hinter übergeordneten Themen wie den Ersten Weltkrieg und die Bürokratie des Osmanisches Reiches zurück.
Gershon Shaked wertet den dritten Teil mit dem Titel schamot (Trümmer) als den interessantesten. Dabei ist das Leben von Meir Funk, der als eine tragische und zugleich positive Figur gezeichnet wird, mit der Geschichte der Jerusalemer Familie Wattstein verknüpft, wo er zunächst in Untermiete wohnt und in die er später einheiratet. Beschrieben wird der Abstieg der Familie Wattstein im Zuge des Ersten Weltkriegs. Während die damaligen Leser erwarteten, dass Jerusalem religiös verklärt dargestellt wird, zeichnet Reuveni Jerusalem als irdische Stadt mit schmutzigen Seiten. Meir Funk wird schließlich als Soldat eingezogen und fällt im Krieg; es entsteht aber der Eindruck, als berge sein Untergang einen Neuanfang in sich.

## Ehrungen
Reuveni wurde 1969 mit dem Bialik-Preis ausgezeichnet.